# Швед, Зузанна
Зуза́нна Швед (пол. Zuzanna Szwed; род. 29 июля 1977, Варшава) — польская фигуристка, выступавшая в одиночном катании. Пятикратная чемпионка Польши, представляла страну на Зимних Олимпийских играх 1992 года, где заняла 19-е место. Кроме того, принимала участие на чемпионатах Европы (лучшее место — седьмое) и мира. Окончила спортивную карьеру в 1997 году, в настоящее время живёт в США и работает хореографом по фигурному катанию. В июле 2004 года она вышла замуж за американского фигуриста Аарона Паршема.